# Givenchy

Jurkje en hoed van Givenchy, gedragen door Audrey Hepburn in de film Breakfast at Tiffany's uit 1961

Givenchy is een Frans modehuis, opgericht in 1952 door Hubert de Givenchy (1927-2018).
De Givenchy vertrok, geïnspireerd door zijn moeders modetijdschriften, op 17-jarige leeftijd naar Parijs, om daar te gaan werken voor bekende couturiers. Achtereenvolgens was hij in dienst van Jacques Fath, Robert Piguet, Lucien Lelong en Elsa Schiaparelli.
In 1952 opende De Givenchy zijn eigen modehuis en presenteerde hij op 2 februari zijn eerste couturecollectie. In deze show introduceerde hij de séparables, lichte rokjes en blouses met pofmouwtjes, gemaakt van ruw katoen. Deze stoffen waren voordien enkel bestemd voor de pasbeurten van modellen, waarbij het ontworpen kledingstuk eerst in ruwe stoffen wordt uitgesneden en gepast door meisjes, om ze dan te kunnen aanpassen, vooraleer het definitief gemaakt werd in de uiteindelijke, duurdere stoffen. Hiermee legde hij de grondslagen voor de stijl die nu bekend is als casual chic. Twee jaar later presenteerde hij zijn eerste prêt-à-portercollectie, Givenchy Université. Givenchy's stijl is luxueus, met veel aandacht voor de lijnen. Hij gebruikte zelden prints, maar vooral grote effen vlakken in kleuren zoals rood, blauw en zwart.
In 1956 was Givenchy de eerste die zijn collectie in een modeshow tegelijk aan de pers en zijn cliënten liet zien. Hij stond erom bekend dat hij persoonlijk werkte met al zijn klanten, waaronder veel beroemdheden: Lauren Bacall, Elizabeth Taylor, Greta Garbo, prinses Gracia van Monaco. In 1953 verwachtte Givenchy ene Miss Hepburn voor een pasbeurt en hij dacht daarmee de grote Katharine Hepburn, maar het was een andere Hepburn: de actrice Audrey Hepburn. Sindsdien is zij Givenchy's muze geworden, en zijn ambassadrice. Zij was altijd gekleed in zijn creaties, zowel in het dagelijks leven als in haar films, zoals Breakfast at Tiffany's en Sabrina.
In 1957 lanceerde Hubert de Givenchy zijn eigen parfumdivisie, "Parfums Givenchy", en zijn eerste parfum De, gevolgd door L'Interdit. Voor de promotie was Audrey Hepburn de allereerste actrice die haar gezicht leende voor een reclamecampagne.

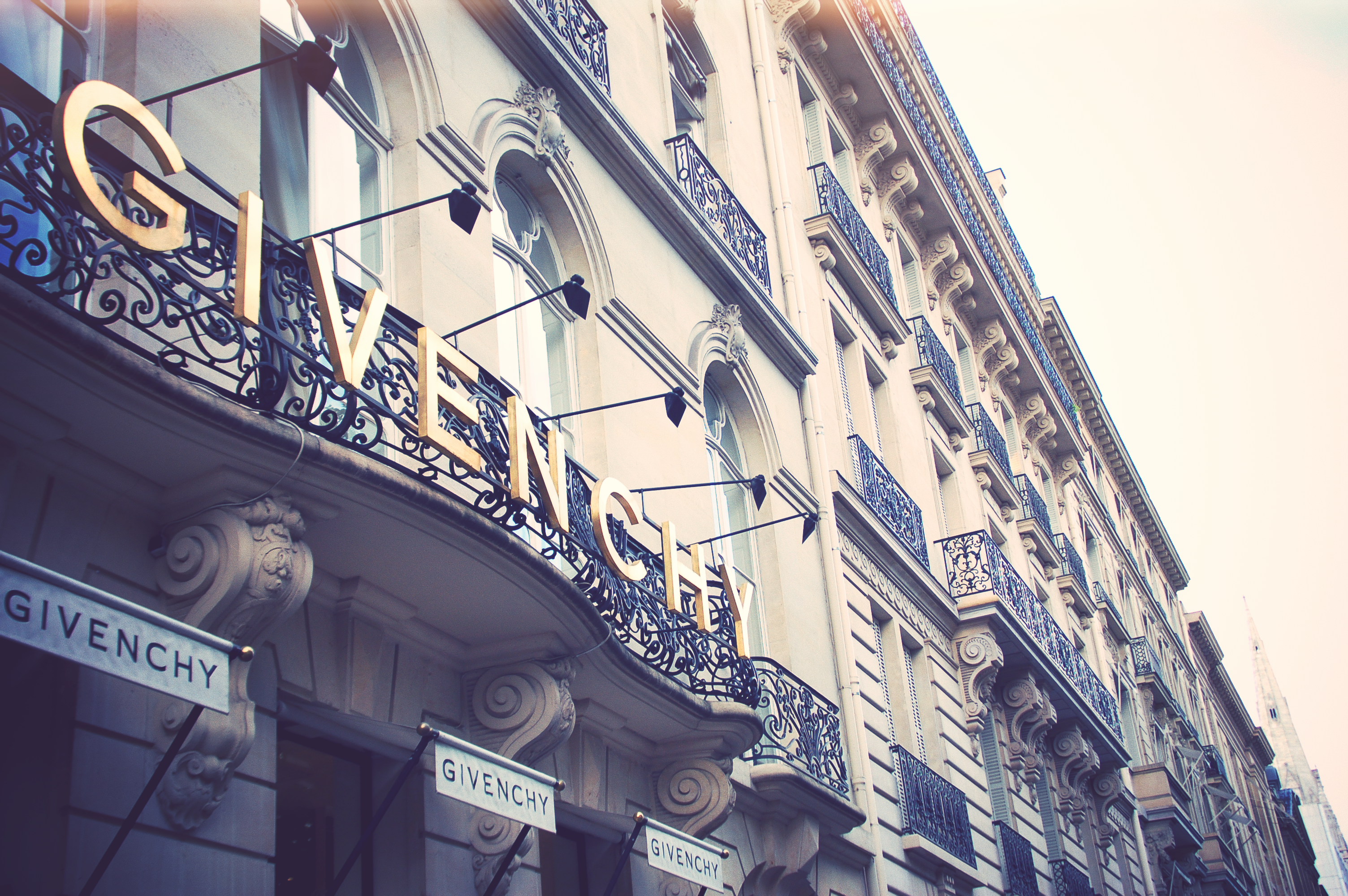
Het pand van Givenchy aan de Avenue George V in Parijs

In 1973 bracht hij zijn eerste mannencollectie uit, Gentleman Givenchy. In de verdere loop van de jaren 70 begon Givenchy ook met het ontwerpen van tafellinnen, decoratiestoffen, een juwelenlijn en schoenen. In 1976 nam hij de Lincoln Continental, een model van automerk Ford, onder handen en ontwierp hij het interieur. Givenchy is erkend als haute-couture-merk en is dat tot op de dag van vandaag als een van de weinige nog altijd.
Het huis omvat momenteel de prêt-à-portercollectie en een haute-couturelijn, accessoires, cosmetica en parfums.
In 1995 trad Givenchy in pensioen, zijn mode-imperium overlatend aan de jonge ontwerper John Galliano, die zijn eerste collectie toonde in januari 1996, maar in oktober van dat jaar al vertrok naar modehuis Christian Dior en opgevolgd werd door Alexander McQueen. Deze verliet het huis in 2001 en Julien McDonald werd als hoofdontwerper in dienst genomen. In december 2003 werd Ozwald Boateng aangenomen als creative director over Givenchy Homme en Julien McDonald, ontwerper voor de haute-couture en prêt-à-porter voor dames, werd in maart 2005 vervangen door de Italiaan Riccardo Tisci.
Givenchy kondigde de benoeming aan van Claire Waight Keller als artistiek directeur met ingang van 2 mei 2017. Waight Keller nam alle creatieve verantwoordelijkheden op zich, inclusief collecties confectiekleding en herenaccessoires, en haute couture. Meghan Markle droeg een jurk van Claire Waight Keller tijdens haar huwelijk met prins Harry op 19 mei 2018.
Na het succesvol runnen van drie opeenvolgende gecombineerde shows onder de hulp van Keller, kondigde het merk aan dat het de herencollectiekalender voor het herfst / winter 2019-seizoen terug op de markt zal brengen. 
Op 10 april 2020 kondigde Keller aan dat ze niet langer de creatief directeur van het huis zou zijn.
Waight Keller was de eerste vrouw die Givenchy leidde sinds de oprichting in 1952. Nadat oprichter Hubert de Givenchy in 1995 met pensioen ging, zag het huis een draaideur van ontwerpers: John Galliano, Alexander McQueen en Julien MacDonald. Tisci nam het label over in 2005 en zette het gedurende een geweldige periode van 12 jaar weer op de designkaart met zijn gewaagde, gothic-achtige mode.
Een van de belangrijkste prestaties van Waight Keller was het terugbrengen van couture op de catwalk; Tisci had gekozen voor statische presentaties, of sprenkelde het in zijn herenshows - en had Givenchy opgericht als het go-to-merk voor Markle's geklede locaties, waaronder Royal Ascot. Ze zette ook het momentum van het merk op de rode loper voort.
Het huis van Givenchy en Clare Waight Keller maakt op 10 april 2020 het einde van hun samenwerking bekend.
Op 15 juni 2020 kondigde het House of Givenchy aan dat Matthew M. Williams, de mede-oprichter en hoofdontwerper van 1017 ALYX 9SM, de functie van Creative Director zou overnemen. Williams zal zowel herenkleding als dameskleding ontwerpen.